# Chester Morris
John Chester Brooks Morris (* 16. Februar 1901 in New York, NY; † 11. September 1970 in New Hope, Pennsylvania) war ein US-amerikanischer Schauspieler, der vor allem durch seine Rolle in der Detektivserie Boston Blackie in den 1940er Jahren bekannt wurde.

## Leben

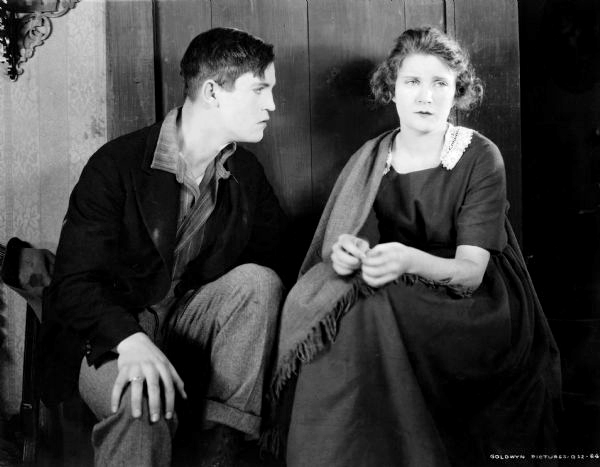
Chester Morris mit Mae Marsh in The Beloved Traitor (1918)

Chester Morris war der Sohn des Schauspielers William Morris (1861–1936) und der Komikerin Etta Hawkins (1865–1945). Er begann bereits 1917 beim Film. Ein Jahr später war er am Broadway neben Lionel Barrymore im Stück The Copperhead zu sehen. In den 1920er-Jahren drehte er nur wenige Filme, war allerdings mit Erfolg am Broadway tätig. Ende der 1920er-Jahre, mit Beginn des Tonfilms, wandte sich Morris dem Hollywood-Kino zu. Im Jahr 1930 erhielt er eine Oscar-Nominierung als Bester Hauptdarsteller in Alibi (1929), doch erst seine Rolle in dem Gefängnisdrama Hölle hinter Gittern (1930) beflügelte seine Karriere. In der Folge drehte er mit einigen der großen weiblichen Hollywood-Stars, darunter Norma Shearer bei Die Frau für alle (1930) und Jean Harlow bei Feuerkopf (1932).
Ab Mitte der 1930er-Jahre ließ das Interesse an Chester Morris deutlich nach und er musste sich meist mit Hauptrollen in B-Movies begnügen. Nochmals Erfolg hatte er zwischen 1941 und 1949 mit der bei Columbia Pictures produzierten Detektivfilmreihe Boston Blackie, in welcher er die Titelfigur verkörperte. Die Rolle des Bosten Blackie wurde allerdings auch sein Fluch. Festgelegt auf diese Figur erhielt er in den 1950er- und 1960er-Jahren kaum noch Rollenangebote. Er arbeitete stattdessen vermehrt als Darsteller im US-Fernsehen, unter anderem als Gastgeber der Serie Captured (1960). Seinen letzten Auftritt übernahm er 1970 in dem Boxerdrama Die große weiße Hoffnung von Martin Ritt.
Morris war zudem Amateurzauberer und er war Gründungsmitglied des International Brotherhood Of Magicians Ring 21 in Hollywood. Er beschrieb seine Routine The Fate of the Fabric in The Jinx No. 58, herausgegeben von Theodore Annemann. Während des Zweiten Weltkriegs arbeitete er für die United Service Organizations (USO).
Mit 69 Jahren starb Morris, der an Krebs erkrankt war, an einer Überdosis Schlaftabletten. Ob es sich dabei um einen Unfall oder einen Suizid handelte, blieb ungeklärt.
Morris war von 1926 bis zur Scheidung 1940 mit Suzanne Kilbourne verheiratet, das Paar hatte einen Sohn und eine Tochter; und von 1940 bis zu seinem Tod mit Lillian Kenton Barker, aus dieser Ehe hatte er einen weiteren Sohn.

## Filmografie
- 1917: An Amateur Orphan
- 1918: The Beloved Traitor
- 1929: Alibi
- 1930: Sergeant Grischa (The Case of Sergeant Grischa)
- 1930: Die Frau für alle (The Divorcee)
- 1930: Hölle hinter Gittern (The Big House)
- 1930: The Bat Whispers
- 1931: Corsair
- 1932: Spiel am Abgrund (The Miracle Man)
- 1932: Feuerkopf (Red-Headed Woman)
- 1933: Tomorrow at Seven
- 1935: Ein Arzt für alle Fälle (Society Doctor)
- 1936: Helden aus der Hölle (Three Godfathers)
- 1937: Ich verspreche zu zahlen (I Promise to Pay)
- 1938: Pacific Liner
- 1939: Five Came Back
- 1941–1949: Boston-Blackie-Filmreihe
- 1944: Secret Command
- 1955: Unchained
- 1960: Diagnosis: Unknown (Fernsehserie, 9 Folgen)
- 1960: Tausend Meilen Staub (Rawhide; Fernsehserie, 1 Folge)
- 1962–1965: Preston & Preston (The Defenders; Fernsehserie, 3 Folgen)
- 1969: Mein Freund Ben (Gentle Ben; Fernsehserie, 1 Folge)
- 1970: Die große weiße Hoffnung (The Great White Hope)